# Waldeck (Türingia)
Waldeck település Németországban, azon belül Türingiában. Lakosainak száma 218 fő (2023. december 31.). Waldeck Serba, Bobeck, Bad Klosterlausnitz és Albersdorf községekkel határos.

## Népesség
A település népességének változása:
| Lakosok száma | 240  | 233  | 223  | 221  | 218  |
|               | 2017 | 2019 | 2021 | 2022 | 2023 |